# António Lopes Ferreira
António Lopes Ferreira, também conhecido pelo pseudónimo Ventura do Paço (Vila do Conde, 9 de dezembro de 1919 — Vila do Conde, 22 de setembro de 2000), foi um escritor, poeta e empresário português.

## Biografia
António Lopes Ferreira nasceu em Vila do Conde, na Rua das Donas, n.º 127, a 9 de dezembro de 1919. Era primo do Bispo da Igreja Católica Vossa Excelência Reverendíssima D. António Ildefonso dos Santos Silva, Bispo de Silva Porto.
Frequentou a Escola Primária Conde Ferreira, em Vila do Conde, frequentou também a Escola Secundária Rocha Peixoto, na Póvoa de Varzim, tendo depois ingressado, no ensino superior, na Faculdade de Engenharia da Universidade do Porto. Enquanto frequentava a faculdade foi chamado a cumprir o serviço militar em Tavira como Furriel miliciano, sendo depois destacado para a Ilha Terceira, nos Açores.
Em terras açorianas, organizou grupos de teatro e compôs poemas onde extravasava a saudade à sua terra natal.
Quando terminou o serviço militar regressou a Vila do Conde, e envergou pelo negócio de seu pai: oficina, serralharia, pichelaria e acessórios de bicicletas, afirmando-se rapidamente no mercado local. Sendo, na sua cidade, pioneiro no negócio de automóveis, construiu, na sua casa comercial, e ofereceu aos Bombeiros Voluntários de Vila do Conde um dos seus primeiros carros a motor, assim como um Austin (marca automóvel da qual era agente), que actualmente se encontram expostos no Museu do quartel dos Bombeiros Voluntários de Vila do Conde. Foi também pioneiro na venda de botijas de gás e dos "Motores Rabor".
No dia 22 de dezembro de 1957 contraiu matrimónio com Rosa Ribeiro Trabulo (1933-), natural de Braga, com quem teve seis filhos.
Mudou-se, no início da década de 60, para a Rua General Lemos em Vila do Conde, onde manteve residência até à sua morte. Curiosamente, esta rua é contígua ao Largo Antero de Quental (ou Praça Velha como é vulgarmente conhecida pelo povo vilacondense) onde viveram grandes nomes da literatura portuguesa como Antero de Quental e Camilo Castelo Branco. 
Foi sempre bairrista e apaixonado por a sua Vila do Conde, tendo, ao longo de sua vida, dirigido e dispensando a sua colaboração, a várias associações e colectividades vilacondenses. Foi catequista e colaborador da Igreja, foi Provedor da Santa Casa da Misericórdia de Vila do Conde durante vários anos consecutivos e fez parte da direcção do Círculo Católico de Operários de Vila do Conde (onde era o sócio n.º 2), tendo sido, anteriormente, o seu pai, António Lopes Ferreira (1895-1944), Presidente desta associação. Foi Presidente da Comissão Municipal de Turismo e Vereador da Câmara Municipal durante a presidência do Dr. Carlos Pinto Ferreira. Nos anos de 1959-1961 exerceu os cargos de Presidente dos Serviços Municipalizados de Água e Saneamento de Vila do Conde e Presidente do Rio Ave Futebol Clube.
António Lopes Ferreira foi um grande impulsionador das Festas de S. João, tendo sido Presidente da Comissão de Festas de S. João. Usou a sua influência governativa para a restauração da Fonte de São João, do Mirante da Praia do Mar à Vista, entre outras. Foi também um dos principais mentores da geminação de Vila do Conde com o Ferrol. Escreveu letras de música para o Orfeão do CCO de Vila do Conde e para o MAPADI da Póvoa de Varzim.
Foi colaborador e cronista de algumas revistas e jornais, portugueses e estrangeiros, entre elas: A Revista Náutica, a Flâmula, o Século Ilustrado, a Voz do Planalto, a revista angolana Província de Bié, o jornal Açoriano Oriental, o Jornal de Cerveira, o Jornal de Notícias, o periódico espanhol La Voz de Galicia, e localmente, a Tribuna de Vila do Conde, a Renovação (com o pseudónimo "Robin de Portugal") e Terras do Ave.
António Lopes Ferreira faleceu, aos 80 anos, no dia 22 de setembro de 2000.

## Carreira Literária
António Lopes Ferreira publicou sob o pseudónimo de Ventura do Paço, pseudónimo que escolheu em homenagem ao seu avô Boaventura Lopes Ferreira (1864-?) e a sua avó Ermelinda Leites do Paço, que residiam em Retorta, Vila do Conde. Para colecções policiais, como a Colecção Corvo, o autor usou o pseudónimo Alf Land ou Harry Lime.

### Obras
- 1937 - Marinha Mercante.[2]
- 1937 - Marinha Mercante Nacional: Subsídios para o estudo da sua reorganização.[2]
- 1945 - O problema da marinha mercante em Portugal.[3]
- 1951 - 3 teses apresentadas no Congresso Nacional da Marinha Mercante.[2]
- 1955 - Revelação: Antologia de Literatura Policial.
- 1955 - Seis raptos na Europa (sob o pseudónimo de Alf Land).
- 1957 - Três Crimes (sob o pseudónimo de Harry Lime).
- 1960
  - Caminhos de Solidão.[2]
  - Navegação entre Moçambique e os portos da Europa via Suez (António Lopes Ferreira e Victor Duarte Ferreira, in Boletim da Sociedade de Estudos de Moçambique. - Ano XXIX, nº. 125).[3]
- 1966 - A Cantar Vila do Conde e outros poemas.[2]
- 1979 - Do rancho da Praça, Rendilheiras de Vila do Conde, à nobre cidade do Ferrol na sua visita em 20 e 21 de julho de 1979.[2]
- 1985 - Roteiro poético de Vila do Conde: as pedras e os nomes.[2]
- 1996 - Poentes.
- 1996 - O Puga (sob o pseudómino de João do Mar).

### Prémios
- 1º Menção Honrosa muito Especial de Mérito, Jogos Florais, 1950 ("O Canhenho Singular")
- 2º lugar, 4º Jogos Florais - André de Resende, 1950 ("Terra Açoriana" sob o pseudónimo de  Só dos Pinhais)
- 1º Menção Honrosa, 5º Jogos Florais - André de Resende, 1950 ("Quadra Popular")
- 1º prémio de Quadra Popular, Jogos Florais do Minho, 1951 ("O que será a saudade?...")
- Menção Honrosa de Distinção, Jogos Florais - Ateneu Comercial de Lisboa, 1952 ("Quadra Popular")
- 1º Menção Honsora, IV Jogos Florais Luso-Espanhóis, 1953 ("Quadra Popular" de Só dos Pinhais)
- Menção Honrosa, Seixal Futebol Clube - Concurso Literário, 1953 ("A Maria da Noite")
- Menção Honrosa, Jogos Florais do Crato, 1953, ("Conto")
- 1º Menção Honrosa, Jogos Florais de Férias, 1953, ("Quadra Popular")